# (2243) Lönnrot
(2243) Lönnrot ist ein Asteroid des Hauptgürtels, der am 25. September 1941 von dem finnischen Astronomen Yrjö Väisälä in Turku entdeckt wurde.
Der Asteroid ist nach dem finnischen Schriftsteller Elias Lönnrot benannt, der auf seinen Reisen mündlich überlieferte volkstümliche und traditionelle Dichtungen sammelte. Auf deren Basis verfasste er das Nationalepos Kalevala.